# David J. Stevenson
Pour les articles homonymes, voir Stevenson et David Stevenson.
David J. Stevenson (né le 2 septembre 1948) est un astronome et un professeur néo-zélandais.
Stevenson est professeur d'astronomie à Caltech. Il a reçu le Prix Harold Clayton Urey en 1984.
L'astéroïde (5211) Stevenson porte son nom.